# Río Tinto
De Río Tinto (Spaans voor rode rivier) is een rivier in Zuidwest-Spanje. De rivier begint in de Sierra Morena van Andalusië en stroomt over een lengte van 100 kilometer naar de Golf van Cádiz, waar ze nabij de stad Huelva in deze zee uitmondt.

## Mijnbouw
Sedert millennia wordt er langs de rivier gegraven naar goud, zilver, ijzer, koper en andere metalen. Ongeveer 5000 jaar geleden begonnen Iberiërs en Tartessianen (de legendarische bewoners van de stad Tartessos) al hiermee. Ze werden opgevolgd door Phoeniciërs, Grieken, Romeinen, Visigoten en Moren. Na in de Middeleeuwen een tijd stilgelegen te hebben, heropenden de Spanjaarden in 1724 de mijnen.
In 1873 werd de Río Tinto Mijngroep opgericht, die in 2000 een van de grootste mijnbouwmaatschappijen ter wereld was. Ze opereert nu evenwel niet zelf meer in het gebied van de Río Tinto. De mijnen zijn nu het eigendom van EMED Mining plc.

## Verontreiniging
Als resultaat van de vele mijnbouwactiviteiten rond de rivier is de rivier zwaar vervuild en zeer zuur (met een pH van 2). In het water leven anaerobe bacteriën die leven van de opgeloste metalen (zoals ijzer en koper) in het water. Deze bezorgen de rivier een dieprode kleur, vandaar de naam.
- Biblioteca Nacional de España: XX462205
- Virtual International Authority File: 215145542720796642030